# Elvira Nikolaisen
Pour les articles homonymes, voir Nikolaisen.
Elvira Nikolaisen (née le 16 juillet 1980 à Moi (Norvège)) est une chanteuse norvégienne.

## Biographie
Nikolaisen vient d'une famille de musiciens : son père est organiste d'église, son frère Emil, le chanteur et guitariste, et sa sœur Hilma, bassiste sont membres du groupe Serena Maneesh, son frère Ivar est le chanteur du groupe punk norvégien Silver.
En 1998, Nikolaisen et son frère Emil fondent le groupe indépendant Royal. Le groupe sort un album intitulé My Dear chez Soulscape Records et distribué par Tooth & Nail Records . Venant d'une famille religieuse, Elvira Nikolaisen rejette la foi chrétienne à l'âge de 18 ans. Certaines des paroles de sa musique reflètent la façon dont ce changement a affecté sa vie.
Nikolaisen fait ses débuts en 2006 avec l'album Quiet Exit, produit par Knut Schreiner, dont sont extraits les singles Egypt Song et Love I Can't Defend. Nikolaisen a écrit à la fois les paroles et les mélodies. Il se classe deuxième des ventes en Norvège. En octobre 2006, elle fait un duo avec Bjørn Eidsvåg, la chanson Floden qui paraît sur l'album Nåde d'Eidsvåg. Dans cette chanson, Nikolaisen chante dans le dialecte de Moi.
En avril 2008, elle sort son deuxième album Indian Summer qui reste dans le même style musical que le premier album et est produit par Christer Engen. Il se vend moins.
En 2013, Nikolaisen sort l'album I Concentrate on You avec le musicien de jazz Mathias Eick.

## Discographie
Albums
- 2006 : Quiet Exit
- 2008 : Indian Summer
- 2011 : Lighthouse
- 2013 : I Concentrate on You

Singles
- 2005 : Love I Can't Defend
- 2006 : Egypt Song
- 2008 : The One You Can Not Keep